# Ticherra idina
Ticherra idina är en fjärilsart som beskrevs av Hans Fruhstorfer 1912. Ticherra idina ingår i släktet Ticherra och familjen juvelvingar. Inga underarter finns listade i Catalogue of Life.